# Дергачі (станція)
Дергачі́ — залізнична станція напрямку Харків — Бєлгород. Центральна станція міста Дергачі.
Розташована між залізничними платформами Моторна та Нові Дергачі.
Станція Дергачі — проміжна станція 4-го класу Харківської дирекції залізничних перевезень.
Станцію обслуговують 22 співробітника. Щоденно (без зупинок) через станцію проходять лише 2 пасажирських поїзда № 20/19 Харків — Москва та 74/73 Кривий Ріг — Москва.
На станції Дергачі зупиняються лише приміські електропоїзди сполученням Харків — Козача Лопань — Харків.
На станції є вантажне відділення.
Напрямок Харків — Козача Лопань обслуговується моторвагонним депо «Харків» (електропоїзди ЕР2, ЕР2Р, ЕР2Т).
Відстань до станції Харків-Пасажирський — 13 км.

## Історія
В першій половині XIX століття у Дергачах починається розвиток промисловості.
Для покращення транспортних зв'язків у 1868 році почалося спорудження залізниці між Харковом і Бєлгородом. Через рік залізниця була відкрита. Її прокладено і через місто Дергачі.
У роки Громадянської та Другої світової війни станція була місцем запеклих боїв.
В 2003 році станцію було капітально відреставровано.
З 2007 року на станції була збудована автономна котельня і залізничники відмовилися від опалення міською котельнею. Були відкриті каси з продажу квитків на потяги далекого сполучення.